# Jah Kunda
Jah Kunda (Namensvariante: N'Ja Kunda) ist eine Ortschaft im westafrikanischen Staat Gambia.
Nach einer Berechnung für das Jahr 2013 leben dort etwa 1258 Einwohner, das Ergebnis der letzten veröffentlichten Volkszählung von 1993 betrug 909.

## Geographie
Jah Kunda liegt am nördlichen Ufer des Gambia-Flusses, in der Upper River Region Distrikt Wuli, an der North Bank Road rund 8,5 Kilometer westlich von Chamoi Bunda.